# Xenotachina yunnanica
Xenotachina yunnanica är en tvåvingeart som beskrevs av Fan 1992. Xenotachina yunnanica ingår i släktet Xenotachina och familjen husflugor.
Artens utbredningsområde är Yunnan (Kina). Inga underarter finns listade i Catalogue of Life.